# Solanum cheesmaniae
Espèce
Classification phylogénétique
Solanum cheesmaniae, la tomate des Galapagos, est une espèce de plantes de la famille des Solanaceae, endémique des îles Galápagos. C'est une variété de tomate sauvage aux petits fruits jaunes ou orange à maturité.
Cette espèce est souvent confondue avec Solanum Galapagense, qui possède un feuillage malodorant, un port plus buissonnant et des fruits plus poilus, orange, de petite taille également. Elle est également confondue avec certains hybrides naturels qui lui ressemblent en raison de l'introduction de tomates domestiques dans les îles Galapagos et de leur hybridation avec les variétés sauvages.
Il existe plusieurs sous-espèces, dont une qui pousse généralement dans les zones côtières des îles (S. cheesmanii subsp. mineur), tandis que S.cheesmanii évolue principalement dans les terres. Ces deux formes sont auto-fertiles et peuvent toutes deux être hybridées avec la tomate commune (S. lycopersicum).

## Description
Plante vivace, herbacée, qui atteint une hauteur de 1 à 2.5 mètres. Comme pour Solanum lycopersicum (tomate cultivée), son port est dressé en début de croissance, pour retomber par la suite si la plante n'est pas soutenue par un tuteur. Les tiges, d'un diamètre de 8 à 12 millimètres, deviennent ligneuses à la base de la plante au cours de la croissance de celle-ci. La plante est couverte d'un pelage dense constitué de trichomes simples et glandulaires.
Son fruit est jaune à orange, de 2 à 2.5 cm et se termine parfois par un petit téton, à la saveur épicée et sucrée avec une chair croquante et riche en jus. Variété précoce et résistante aux maladies.
La tomate des Galapagos possède des pédicelles sans articulation, ce qui facilite la cueillette. Cette particularité a été reproduite sur la tomate commune destinée à l'industrialisation, à une époque où la mécanisation des récoltes débute tout juste en Californie.
S. cheesmanii subsp. mineure est dotée d'un fort potentiel de tolérance à la salinité et à la sécheresse.

### Rétroévolution
Face à la pression environnementale, les tomates sauvages Solanum cheesmaniae des deux îles Galápagos occidentales ont procédé à une « évolution inverse » en restaurant un trait ancestral, la production d'alcaloïdes toxiques avec des aglycones stéroïdiens de chiralité 25R alors que l'espèce avait évolué vers la chiralité 25S, typique des tomates,.

## Synonyme
- Lycopersicon cheesmaniae L. Riley.
- Solanum Cheesmanii
- Tomate cerise des Galapagos